# Franz-Josef Spieker
Franz-Josef Spieker (* 24. November 1933 in Paderborn; † 18. März 1978 auf Bali) war ein deutscher Filmemacher.

## Leben
Spieker studierte Theater- und Literaturwissenschaften sowie am DIFF (Deutschen Institut für Film und Fernsehen) in München. Er arbeitete als Fotoreporter und Filmkritiker und wurde Regieassistent bei Géza von Radványi, ab 1957 auch bei Stanley Kubrick (Wege zum Ruhm) und Douglas Sirk, dazu Produktions- und Schnittassistent.
1958 drehte er seinen ersten Kurzfilm, 1962 unterzeichnete er das Oberhausener Manifest. Im selben Jahr beteiligte er sich an dem Episodenfilm Hütet eure Töchter, einem Vorläufer der Report-Filme, mit dem Produzent Walter Koppel die Unterzeichner des Manifests gewinnen wollte.
Schlagartig bekannt wurde Spieker 1967 mit seinem ersten abendfüllenden Spielfilm Wilder Reiter GmbH, einer Satire auf den Starrummel, die ihn zu einem Hoffnungsträger des Neuen Deutschen Films werden ließ. Die Bundeswehrsatire Mit Eichenlaub und Feigenblatt und die Sozialsatire Kuckucksei im Gangsternest fanden geringere Beachtung. 
Spieker drehte noch zahlreiche Kurzfilme und erhielt 1977 für Der Persönlichkeitstest im Namen seiner Produktionsfirma Cinema 80 das Filmband in Silber. Er wurde tot am Strand von Bali aufgefunden. Als Unterzeichner des Oberhausener Manifests ehrte man ihn 1982 postum mit dem Filmband in Gold.

## Filmografie
- 1958: Menschen bei 30 Grad (Kurzdokumentarfilm; Regie)
- 1958: El Salvador (Kurzdokumentarfilm; Regie)
- 1958: Insel in der Sonne (Kurzdokumentarfilm; Regie)
- 1959: Masken und Gesichter (mittellanger Film; Regie)
- 1960: Alltag der 7. Muse (mittellanger Film; Regie)
- 1961: Süden im Schatten (Kurzfilm; Regie)
- 1962: Hütet eure Töchter! (Co-Regie) (Episodenfilm; Koregie und Kodrehbuch)
- 1963: Doppelkonzert (Kurzfilm; Regie)
- 1964: Das Malschiff  (Kurzfilm; Regie)
- 1965: Salzburg Sight and Sound (Kurzdokumentarfilm; Regie)
- 1966: Die Wechsler im Tempel (Kurzdokumentarfilm, Mitarbeit)
- 1967: Wilder Reiter GmbH (Regie, Drehbuch)
- 1968: Mit Eichenlaub und Feigenblatt (Regie, Drehbuch)
- 1969: Kuckucksei im Gangsternest (Regie, Drehbuch, Produktion)
- 1970: Drücker (Fernsehfilm; Regie und Drehbuch)
- 1972: Das Jodelsystem (Kurzfilm; Regie, Produktion)
- 1972: Abstraktes Echo (Kurzfilm; Regie, Produktion)
- 1973: Spuren und Kontakte (Dokumentarfilm; Regie)
- 1974: Pashupatinath Abendraga (Kurzfilm; Regie, Produktion)
- 1975: Straßenartisten (Kurzfilm; Regie)
- 1977: Der Persönlichkeitstest (Kurzfilm; Regie, Drehbuch, Produktion, Schnitt)
- 1978: Nirmala (Kurzfilm, unvollendet)